# Femmina contesa
Femmina contesa (Take the High Ground!) è un film del 1953 diretto da Richard Brooks.